# Хроніки Нарнії: Підкорювач Світанку
«Хроніки Нарнії: Підкорювач Світанку» (англ. The Chronicles of Narnia: The Voyage of the Dawn Treader) — екранізація казкового роману «Подорож Досвітнього мандрівника», п'ятої книжки серії «Хроніки Нарнії» Клайва Стейплза Льюїса. Є продовженням фільму «Принц Каспіан».
В українському прокаті 48 фільмокопій та 25 цифрових носіїв, усі з дубляжем українською мовою.

## У ролях
| Актор (оригінал) | Роль            | Актор (український дубляж) |
| ---------------- | --------------- | -------------------------- |
| Джорджі Хенлі    | Люсі Певенсі    | Іванна Сахно               |
| Скандар Кейнс    | Едмунд Певенсі  | Олексій Коваленко          |
| Вілл Поултер     | Юстас Скраб     | Тарас Нестеренко           |
| Ліам Нісон       | Аслан           | Олександр Ігнатуша         |
| Бен Барнс        | Каспіан X       | Станіслав Щокін            |
| Саймон Пеґ       | Ріпічіп         | Юрій Ребрик                |
| Гаррі Світ       | Капітан Дрініан | Ігор Тимошенко             |
| Вільям Моузлі    | Пітер Певенсі   | Дмитро Бузинський          |
| Анна Попплвелл   | Сьюзен Певенсі  | Юлія Перенчук              |

## Український дубляж
Фільм дубльовано компанією «Невафільм Україна», Київ, 2010 рік.
Переклад: Федора Сидорука
Режисер дубляжу: Іван Марченко
Асистент режисера: Євгенія Захваткіна
Звукорежисер: Фелікс Трескунов
Координатор проекту: Лариса Шаталова